# نيك سميث
نيك سميث (بالإنجليزية: Nick Smith )‏ (و. 1934 – م) هو سياسي، من الولايات المتحدة الأمريكية، ولد في أديسون، هو عضوٌ في الحزب الجمهوري.

## مناصب
تولى منصب عضو مجلس النواب الأمريكي، وعضو مجلس النواب ميشيغان ‏، وعضو مجلس ولاية ميشيغان.

## التعليم
تعلم في جامعة ولاية ميشيغان.